# Oparbella quedenfeldti
Oparbella quedenfeldti es una especie de arácnido  del orden Solifugae de la familia Solpugidae.

## Distribución geográfica
Se distribuye por Egipto y Marruecos.